# 卡路士·伊度亞度·蘇亞斯
卡路士·伊度亞度·蘇亞斯（Carlos Eduardo Soares，1979年3月2日—）一般称作艾達利巴（Ataliba），生于巴西，巴西职业足球运动员，现效力于日本職業足球联赛球会京都不死鳥队。